# Miquel Crespí Pons
Miquel Crespí i Pons, Verdera (Sa Pobla, s. XIX-Argentina, s. XX) polític i empresari pobler. Fou batle de sa Pobla per la Unión Patriótica durant la Dictadura de Primo de Rivera, durant el seu mandat cedí uns terrenys a la Tanca de ca’n Verdera, on s'edificà l'Escola graduada del poble, inaugurada pel dictador el 1929. Acabada la dictadura emigrà a l'Argentina on es dedicà al negoci de farines.
Té un carrer dedicat a sa Pobla, amb el nom de Miquel Verdera.